# اسکوان (کالیفرنیا)
اسکوان (به انگلیسی: Esquon) یک منطقهٔ مسکونی در ایالات متحده آمریکا است که در شهرستان بیوت، کالیفرنیا واقع شده‌است. اسکوان ۴۱ متر بالاتر از سطح دریا واقع شده‌است.